# La Academia 2018
La Academia 2018 fue la decimoprimera generación del programa musical mexicano La Academia. Esta se estrenó tras 6 años de ausencia, el día domingo 8 de julio de 2018. La temporada incluyó a 18 concursantes de diversas regiones de México, así como de otros países, tal como se había manejado en temporadas anteriores.
El jueves 5 de julio de 2018 se presentó a los 18 concursantes que formarían parte de esta generación, así como a los 4 jueces que darían su crítica concierto tras concierto y escogerían a los eliminados en el concierto de selección de alumnos: Arturo López Gavito, Edwin Luna —vocalista de La Trakalosa—, Horacio Villalobos y Edith Márquez. 
A partir de esta generación, la votación para salvar a los concursantes ya no fue por llamadas telefónicas ni mensajes de texto como se usaba en las ediciones pasadas, sino por la aplicación TV Azteca Conecta, donde el usuario podía votar 10 veces y opinar sobre el desempeño de los concursantes durante el programa. Después del concierto de selección de alumnos, el alumno eliminado sería quien obtuviera la menor cantidad de votos.

## Concursantes y posiciones
En negrita se indica cómo era llamado el concursante en el programa
     mujeres               hombres
| Nombre                               | Edad | Origen                         | Lugar | Su último concierto      |
| ------------------------------------ | ---- | ------------------------------ | ----- | ------------------------ |
| María Paola Chuc del Cid             | 20   | Ciudad de Guatemala, Guatemala | 1     | 13.º (7 de octubre)      |
| Jesús Alexis Cristóbal Bonifaz       | 24   | Mapastepec, Chiapas            | 2     | 13.º (7 de octubre)      |
| Katheryn Margelly Banegas Zalavarría | 22   | Choluteca, Honduras            | 3     | 13.º (7 de octubre)      |
| Dalia Maribel Duarte Salgado         | 32   | Tijuana, Baja California       | 4     | 13.º (7 de octubre)      |
| Silvia Isabel Zepeda Mora            | 19   | Apatzingán, Michoacán          | 5     | 13.º (7 de octubre)      |
| Diego Alberto Almonte Arcos          | 22   | Santiago, Chile                | 6     | 12.º (30 de septiembre)  |
| José Fernando Dávila Ortiz           | 24   | Torreón, Coahuila              | 7     | 11.º (23 de septiembre)  |
| Jesús Isboseth Garza Garza           | 25   | Matamoros, Tamaulipas          | 8     | 9.º (9 de septiembre)    |
| Marián Naomi Herrera Salinas         | 18   | Estado de México               | 9     | 8.º (2 de septiembre)    |
| Ana Laura Sámano López               | 20   | Puerto Vallarta, Jalisco       | 10    | 7.º (26 de agosto)       |
| Martín Adolfo Esponda Inzunza        | 21   | Culiacán, Sinaloa              | 11    | 5.º (12 de agosto)       |
| Daniela Montes Ávila                 | 20   | Tijuana, Baja California       | 12    | 4.º (5 de agosto)        |
| Montserrat Ibarra Cazares            | 25   | Zapopan, Jalisco               | 13    | 3.º (29 de julio)        |
| Monserrat Torales Medina             | 24   | Gómez Palacio, Durango         | 14    | 2.º (22 de julio)        |
| Juan Carlos Govea Sánchez            | 18   | Monterrey, Nuevo León          | 15    | 1.º (15 de julio)        |
| José Sócrates Cruz Ortiz             | 22   | Morelia, Michoacán             | 16    | Selección.º (8 de julio) |
| Paulina Villaseñor Benítez           | 19   | Ciudad de México               | 17    | Selección.º (8 de julio) |
| Karen Mariel Valenzuela Flores       | 20   | Los Mochis, Sinaloa            | 18    | Selección.º (8 de julio) |

## Maestros
| Nombre          | Puesto               |
| --------------- | -------------------- |
| Héctor Martínez | Director             |
| Karen Möon      | Maestra de canto     |
| Mía Muñóz       | Fitness Coach        |
| Jorge Romano    | Maestro de canto     |
| Raúl Carballeda | Coach vocal          |
| Beto Castillo   | Coach vocal          |
| Guille Gómez    | Coreógrafa           |
| Raúl Tamez      | Expresión energética |
| Lizi Rodríguez  | Psicóloga            |

## Conciertos

### Concierto de selección de alumnos (8 de julio)
Los 18 aspirantes de la competencia se presentan por primera vez en duetos, en donde los críticos solamente elegirían a 14 de ellos para continuar a la siguiente fase y entrar formalmente a La Academia. Sin embargo, los críticos decidieron que habría 15 finalistas.
| Orden | Concursante        | Canción (artista original)                    | Resultado |
| ----- | ------------------ | --------------------------------------------- | --------- |
| 1     | Daniela Montes     | Tu falta de querer (Mon Laferte)              | Salvada   |
| 1     | Paola Chuc         | Tu falta de querer (Mon Laferte)              | Salvada   |
| 2     | Carlos Govea       | 3 A.M. (Jesse & Joy ft.Gente de Zona)         | Salvado   |
| 2     | Monserrat Torales  | 3 A.M. (Jesse & Joy ft.Gente de Zona)         | Salvada   |
| 3     | Karen Valenzuela   | Que nadie sepa mi sufrir (La Sonora Dinamita) | Eliminada |
| 3     | Dalia Duarte       | Que nadie sepa mi sufrir (La Sonora Dinamita) | Salvada   |
| 4     | Katheryn Banegas   | Aléjate de mí (Camila)                        | Salvada   |
| 4     | Isboseth Garza     | Aléjate de mí (Camila)                        | Salvado   |
| 5     | Fernando Dávila    | Estos celos (Vicente Fernández)               | Salvado   |
| 5     | Alexis Cristóbal   | Estos celos (Vicente Fernández)               | Salvado   |
| 6     | Paulina Villaseñor | Ahora te puedes marchar (Luis Miguel)         | Eliminada |
| 6     | Montserrat Ibarra  | Ahora te puedes marchar (Luis Miguel)         | Salvada   |
| 7     | Ana Sámano         | Volverte a amar (Alejandra Guzmán)            | Salvada   |
| 7     | Silvia Zepeda      | Volverte a amar (Alejandra Guzmán)            | Salvada   |
| 8     | Adolfo Esponda     | Fascinación (Carlos Rivera)                   | Salvado   |
| 8     | Sócrates Cruz      | Fascinación (Carlos Rivera)                   | Eliminado |
| 9     | Diego Almonte      | Hoy ya me voy (Kany García)                   | Salvado   |
| 10    | Marián Herrera     | Hoy ya me voy (Kany García)                   | Salvada   |

### Primer concierto (15 de julio)
El concursante Carlos "Charly" Govea decidió abandonar La Academia durante la semana de preparación. El día del concierto tuvo la oportunidad de presentarse para pedir su lugar de regreso. Se presentó con la canción "Bella", sin embargo el público, los maestros y los jueces negaron su regreso a La Academia.
| Orden | Concursante       | Canción (artista original)                      | Resultado |
| ----- | ----------------- | ----------------------------------------------- | --------- |
| 1     | Marián Herrera    | Abrázame (Rocío Banquells)                      | Salvada   |
| 2     | Isboseth Garza    | Qué precio tiene el cielo (Marc Anthony)        | Salvado   |
| 3     | Ana Sámano        | Alma gemela (Flans)                             | Salvada   |
| 4     | Paola Chuc        | Manías (Thalía)                                 | Salvada   |
| 5     | Dalia Duarte      | Lobo (Dulce)                                    | Salvada   |
| 6     | Fernando Dávila   | Borracho de amor (La Trakalosa)                 | Salvado   |
| 7     | Montserrat Ibarra | Enamorada (Paulina Rubio)                       | Salvada   |
| 8     | Adolfo Esponda    | Ya me enteré (Reik)                             | Salvado   |
| 9     | Silvia Zepeda     | Y todo para qué (Intocable)                     | Salvada   |
| 10    | Carlos Govea      | Bella (Wolfine ft. Maluma)                      | Abandonó  |
| 11    | Diego Almonte     | Dile al amor (Aventura)                         | Salvada   |
| 12    | Daniela Montes    | Sin ti no puede estar tan mal (Ximena Sariñana) | Salvada   |
| 13    | Alexis Cristóbal  | Santa Lucía (Miguel Ríos)                       | Salvado   |
| 14    | Monserrat Torales | Caraluna ( Bacilos)                             | Salvada   |
| 15    | Katheryn Banegas  | Lo que son las cosas (Yuridia)                  | Salvada   |

### Segundo (22 de julio)
| Orden | Concursante       | Canción (artista original)                      | Resultado |
| ----- | ----------------- | ----------------------------------------------- | --------- |
| 1     | Montserrat Ibarra | Mi persona favorita (Río Roma)                  | Salvada   |
| 2     | Isboseth Garza    | En esta no (Sin Bandera)                        | Salvado   |
| 3     | Daniela Montes    | Hasta la raíz (Natalia Lafourcade)              | Salvada   |
| 4     | Dalia Duarte      | Por amarte así (Cristian Castro)                | Salvada   |
| 5     | Alexis Cristóbal  | Hazme olvidarla (Conjunto Primavera)            | Salvado   |
| 6     | Marián Herrera    | Shabadabada (OV7)                               | Salvada   |
| 7     | Katheryn Banegas  | Corazón bipolar (Paty Cantú)                    | Salvada   |
| 8     | Adolfo Esponda    | Intocable (Aleks Syntek)                        | Salvado   |
| 9     | Silvia Zepeda     | Ya te olvidé (Rocío Dúrcal)                     | Salvada   |
| 10    | Monserrat Torales | Besos de ceniza (Timbiriche)                    | Eliminada |
| 11    | Fernando Dávila   | Robarte un beso (Carlos Vives)                  | Salvado   |
| 12    | Paola Chuc        | Ya no quiero (Jesse y Joy)                      | Salvada   |
| 13    | Ana Sámano        | Darte un beso (Prince Royce)                    | Salvada   |
| 14    | Diego Almonte     | Sé que te duele (Alejandro Fernández ft. Morat) | Salvado   |

### Tercero (29 de julio)
| Orden | Concursante      | Canción (artista original)                           | Resultado |
| ----- | ---------------- | ---------------------------------------------------- | --------- |
| 1     | Ana Sámano       | Estés donde estés (Ha*Ash)                           | Salvada   |
| 2     | Diego Almonte    | Amor del bueno (Reyli Barba)                         | Salvado   |
| 3     | Adolfo Esponda   | Canta corazón (Alejandro Fernández)                  | Salvado   |
| 4     | Marián Herrera   | Mi error, mi fantasía (Edith Márquez)                | Salvada   |
| 5     | Alexis Cristóbal | Adiós amor (Christian Nodal)                         | Salvado   |
| 6     | Katheryn Banegas | ¿Dónde está el amor? (Pablo Alborán ft. Jesse & Joy) | Salvada   |
| 7     | Fernando Dávila  | Pensar en ti (Luis Miguel)                           | Salvado   |
| 8     | Silvia Zepeda    | Un nuevo amor (María José)                           | Salvada   |
| 9     | Daniela Montes   | Equivocada (Thalía)                                  | Salvada   |
| 10    | Dalia Duarte     | Labios compartidos (Maná)                            | Salvada   |
| 11    | Isboseth Garza   | Despacito (Luis Fonsi ft. Daddy Yankee)              | Salvado   |
| 12    | Montse Ibarra    | Mala hierba (Alejandra Guzmán)                       | Eliminada |
| 13    | Paola Chuc       | Tiene espinas el rosal (Grupo Cañaveral)             | Salvada   |

### Cuarto (5 de agosto)
| Orden | Concursante      | Canción (artista original)                             | Resultado |
| ----- | ---------------- | ------------------------------------------------------ | --------- |
| 1     | Silvia Zepeda    | La cosa más bella (Eros Ramazzotti)                    | Salvada   |
| 2     | Adolfo Esponda   | La camisa negra (Juanes)                               | Salvado   |
| 3     | Paola Chuc       | Mi razón de ser (Banda MS)                             | Salvada   |
| 4     | Fernando Dávila  | Te extraño, te olvido, te amo (Ricky Martin)           | Salvado   |
| 5     | Marián Herrera   | El eco de tu voz (Playa Limbo)                         | Salvada   |
| 6     | Isboseth Garza   | Nunca voy a olvidarte (Cristian Castro)                | Salvado   |
| 7     | Dalia Duarte     | La trampa (Ana Bárbara)                                | Salvada   |
| 8     | Daniela Montes   | Mi tierra (Gloria Estefan)                             | Eliminada |
| 9     | Diego Almonte    | Colgando en tus manos (Carlos Baute ft. Marta Sánchez) | Salvado   |
| 10    | Ana Sámano       | Duele el amor (Aleks Syntek ft. Ana Torroja)           | Salvada   |
| 11    | Katheryn Banegas | Que ganas de no verte nunca más (Valeria Lynch)        | Salvada   |
| 12    | Alexis Cristóbal | Mientes (Camila)                                       | Salvado   |

### Quinto (12 de agosto)
| Orden | Concursante      | Canción (artista original)               | Resultado |
| ----- | ---------------- | ---------------------------------------- | --------- |
| 1     | Dalia Duarte     | Tan enamorados (Ricardo Montaner)        | Salvada   |
| 2     | Ana Sámano       | Yo no soy esa mujer (Paulina Rubio)      | Salvada   |
| 3     | Paola Chuc       | Así es la vida (Elefante)                | Salvada   |
| 4     | Adolfo Esponda   | Dejaría todo (Chayanne)                  | Eliminado |
| 5     | Katheryn Banegas | No me acuerdo (Thalía ft. Natti Natasha) | Salvada   |
| 6     | Alexis Cristóbal | El amor de su vida (Julión Álvarez)      | Salvado   |
| 7     | Silvia Zepeda    | No me doy por vencido (Luis Fonsi)       | Salvada   |
| 8     | Diego Almonte    | Tu recuerdo (Ricky Martin)               | Salvado   |
| 9     | Marián Herrera   | El sol no regresa (La Quinta Estación)   | Salvada   |
| 10    | Isboseth Garza   | Mi niña bonita (Chino & Nacho)           | Salvado   |
| 11    | Fernando Dávila  | No se murió el amor (Manuel Mijares)     | Salvado   |

### Sexto (19 de agosto)
Al finalizar el concierto se reveló que, a petición del panel de jueces, ningún alumno sería eliminado en esa semana.
| Orden | Concursante      | Canción (artista original)          | Resultado |
| ----- | ---------------- | ----------------------------------- | --------- |
| 1     | Silvia Zepeda    | No me queda más (Selena)            | Salvada   |
| 2     | Diego Almonte    | Entra en mi vida (Sin Bandera)      | Salvado   |
| 3     | Dalia Duarte     | Que bello (La Sonora Dinamita)      | Salvada   |
| 4     | Fernando Dávila  | Corazón partío (Alejandro Sanz)     | Salvado   |
| 5     | Paola Chuc       | Chandelier (Sia)                    | Salvada   |
| 6     | Ana Sámano       | Algo más (La Quinta Estación)       | Salvada   |
| 7     | Alexis Cristóbal | Por una mujer bonita (Pepe Aguilar) | Salvado   |
| 8     | Katheryn Banegas | Como tu mujer (Rocío Dúrcal)        | Salvada   |
| 9     | Marián Herrera   | ¡Corre! (Jesse & Joy)               | Salvada   |
| 10    | Isboseth Garza   | El día que me quieras (Luis Miguel) | Salvado   |

### Séptimo (26 de agosto)
Este concierto fue dedicado a Juan Gabriel a dos años de su muerte.
| Orden | Concursante      | Canción (artista original)         | Resultado |
| ----- | ---------------- | ---------------------------------- | --------- |
| 1     | Ana Sámano       | No vale la pena (Juan Gabriel)     | Eliminada |
| 2     | Alexis Cristóbal | Querida (Juan Gabriel)             | Salvado   |
| 3     | Dalia Duarte     | Abrázame muy fuerte (Juan Gabriel) | Salvada   |
| 4     | Katheryn Banegas | De mí enamorate (Juan Gabriel)     | Salvada   |
| 5     | Diego Almonte    | Siempre en mi mente (Juan Gabriel) | Salvado   |
| 6     | Paola Chuc       | Me gustas mucho (Juan Gabriel)     | Salvada   |
| 7     | Marián Herrera   | Caray (Juan Gabriel)               | Salvada   |
| 8     | Isboseth Garza   | No tengo dinero (Juan Gabriel)     | Salvado   |
| 9     | Silvia Zepeda    | Te voy a olvidar (Juan Gabriel)    | Salvada   |
| 10    | Fernando Dávila  | Amor eterno (Juan Gabriel)         | Salvado   |

### Octavo (2 de septiembre)
Por primera vez los alumnos escogieron la canción que querían interpretar. El juez Edwin Luna le pidió matrimonio a su pareja Kimberly durante la transmisión del concierto.
| Orden | Concursante      | Canción (artista original)                 | Resultado |
| ----- | ---------------- | ------------------------------------------ | --------- |
| 1     | Marián Herrera   | No pasa nada (Ha*Ash)                      | Eliminada |
| 2     | Katheryn Banegas | Pero me acuerdo de ti (Christina Aguilera) | Salvada   |
| 3     | Isboseth Garza   | A mi manera (Frank Sinatra)                | Salvado   |
| 4     | Silvia Zepeda    | Sin él (Marisela)                          | Salvada   |
| 5     | Paola Chuc       | A fuego lento (Rosana)                     | Salvada   |
| 6     | Diego Almonte    | A puro dolor (Son by Four)                 | Salvado   |
| 7     | Fernando Dávila  | El triste (José José)                      | Salvado   |
| 8     | Dalia Duarte     | La maldita primavera (Yuri)                | Salvada   |
| 9     | Alexis Cristóbal | Hoy tengo ganas de ti (Miguel Gallardo)    | Salvado   |

### Noveno (9 de septiembre)
| Orden | Concursante      | Canción (artista original)                    | Resultado |
| ----- | ---------------- | --------------------------------------------- | --------- |
| 1     | Diego Almonte    | Feeling Good (Michael Bublé)                  | Salvado   |
| 2     | Katheryn Banega  | Las de la intuición (Shakira)                 | Salvada   |
| 3     | Fernando Dávila  | Laura no está (Nek)                           | Salvado   |
| 4     | Paola Chuc       | Lloviendo estrellas (Cristian Castro)         | Salvada   |
| 5     | Silvia Zepeda    | Ay amor (Ana Gabriel)                         | Salvada   |
| 6     | Isboseth Garza   | Me dediqué a perderte (Alejandro Fernández)   | Eliminado |
| 7     | Dalia Duarte     | Víveme (Laura Pausini)                        | Salvada   |
| 8     | Alexis Cristóbal | ¿A dónde vamos a parar? (Marco Antonio Solís) | Salvado   |

### Décimo (16 de septiembre)
El concierto fue realizado en honor a la Independencia de México, conmemorada el 16 de septiembre. 
En este concierto se anunció que el público tendría la oportunidad de regresar a un exalumno a la competencia y que alguno de los alumnos fuera expulsado, o que no regresara ningún exalumno y que no hubiera expulsión. El público votó para que no regresara ningún exalumno, resultando en que no hubo expulsión en ese concierto.
| Orden | Concursante      | Canción (artista original) | Resultado |
| ----- | ---------------- | -------------------------- | --------- |
| 1     | Silvia Zepeda    | Cucurrucucú paloma         | Salvada   |
| 2     | Fernando Dávila  | ¿De qué manera te olvido?  | Salvado   |
| 3     | Paola Chuc       | No volveré                 | Salvada   |
| 4     | Diego Almonte    | Cruz de olvido             | Salvado   |
| 5     | Katheryn Banegas | Que te vaya bonito         | Salvada   |
| 6     | Alexis Cristóbal | Cielo rojo                 | Salvado   |
| 7     | Dalia Duarte     | La malagueña               | Salvada   |

### Undécimo (23 de septiembre)
| Orden | Concursante      | Canción (artista original)               | Resultado |
| ----- | ---------------- | ---------------------------------------- | --------- |
| 1     | Dalia Duarte     | ¿Ahora quién? (Marc Anthony)             | Salvada   |
| 2     | Fernando Dávila  | Dígale (David Bisbal)                    | Eliminado |
| 3     | Silvia Zepeda    | La gata bajo la lluvia (Rocío Dúrcal)    | Salvada   |
| 4     | Diego Almonte    | Experiencia religiosa (Enrique Iglesias) | Salvado   |
| 5     | Paola Chuc       | No me enseñaste (Thalía)                 | Salvada   |
| 6     | Alexis Cristóbal | El color de tus ojos (Banda MS)          | Salvado   |
| 7     | Katheryn Banegas | La cima del cielo (Ricardo Montaner)     | Salvada   |

### Semifinal (30 de septiembre)
| Orden     | Concursante      | Canción (artista original)                | Resultado |
| 1.ª parte | 1.ª parte        | 1.ª parte                                 | 1.ª parte |
| --------- | ---------------- | ----------------------------------------- | --------- |
| 1         | Alexis Cristóbal | Todo a pulmón (Miguel Ríos)               | Salvado   |
| 2         | Paola Chuc       | Me va a extrañar (Ricardo Montaner)       | Salvada   |
| 3         | Katheryn Banegas | Culpable o no (Luis Miguel)               | Salvada   |
| 4         | Silvia Zepeda    | Vivir así es morir de amor (Camilo Sesto) | Salvada   |
| 5         | Dalia Duarte     | Tantita pena (Alejandro Fernández)        | Salvada   |
| 6         | Diego Almonte    | Te amo (Franco de Vita)                   | Eliminado |
| 2.ª parte |                  |                                           |           |
| 7         | Silvia Zepeda    | Ese hombre (La India)                     | Salvada   |
| 8         | Alexis Cristóbal | De pies a cabeza (Maná)                   | Salvado   |
| 9         | Katheryn Banegas | La mejor de todas (Banda El Recodo)       | Salvada   |
| 10        | Dalia Duarte     | I Will Survive (Gloria Gaynor)            | Salvada   |
| 11        | Diego Almonte    | Aire (Intocable)                          | Eliminado |
| 12        | Paola Chuc       | El sirenito (Rigo Tovar)                  | Salvada   |

### Final (7 de octubre)
En la final de La Academia, los alumnos prepararon tres canciones. En una primera ronda todos volvieron a cantar la canción mejor interpretada por ellos en conciertos anteriores. Tras esta ronda, fue anunciado el primer alumno eliminado de la noche. En la segunda ronda, los 4 restantes interpretaron canciones de Juan Gabriel, sin someterse a la crítica de los jueces, y se anunció al segundo eliminado. Por último, los 3 finalistas interpretaron una canción más y luego se anunció al ganador.
Con el 42% de los votos, la ganadora de La Academia fue Paola, quien recibió como premio un millón de pesos, un automóvil y un viaje a Nueva York con un acompañante. A ella le siguieron Alexis con 29% y Katheryn con 28%.
| Orden                         | Concursante                   | Canción (artista original)                    | Resultado                     |
| Ronda 1: Mejor interpretación | Ronda 1: Mejor interpretación | Ronda 1: Mejor interpretación                 | Ronda 1: Mejor interpretación |
| ----------------------------- | ----------------------------- | --------------------------------------------- | ----------------------------- |
| 1                             | Alexis Cristóbal              | ¿A dónde vamos a parar? (Marco Antonio Solís) | Salvado                       |
| 2                             | Dalia Duarte                  | Víveme (Laura Pausini)                        | Salvada                       |
| 3                             | Katheryn Banegas              | De mí enamorate (Juan Gabriel)                | Salvada                       |
| 4                             | Paola Chuc                    | Chandelier (Sia)                              | Salvada                       |
| 5                             | Silvia Zepeda                 | Cucurrucucu paloma (Lola Beltrán)             | Eliminada                     |
| Ronda 2: Juan Gabriel         |                               |                                               |                               |
| 6                             | Alexis Cristóbal              | Hasta que te conocí (Juan Gabriel)            | Salvado                       |
| 7                             | Dalia Duarte                  | Ya lo sé que tú te vas (Juan Gabriel)         | Eliminada                     |
| 8                             | Katheryn Banegas              | Así fue (Juan Gabriel)                        | Salvada                       |
| 9                             | Paola Chuc                    | Se me olvidó otra vez (Juan Gabriel)          | Salvada                       |
| Ronda 3: Gran final           |                               |                                               |                               |
| 10                            | Alexis Cristóbal              | Afuera está lloviendo (Julion Álvarez)        | Segundo                       |
| 11                            | Katheryn Banegas              | Lo siento, mi amor (Lupita D'Alessio)         | Tercera                       |
| 12                            | Paola Chuc                    | En cambio no (Laura Pausini)                  | Ganadora                      |

## Resumen
| 1  | Paola         | Tu falta de querer       | Manías                        | Ya no quiero             | Tiene espinas el rosal   | Mi razón de ser                 | Así es la vida            | Chandelier                     | Me gustas mucho          | A fuego lento                     | Lloviendo estrellas       | No volveré               | No me enseñaste y Vivo por ella      | Me va a extrañar y El sirenito          | Chandelier               | Se me olvidó otra vez    | En cambio no             |
| 2  | Jesus. A.     | Estos celos              | Santa Lucía                   | Hazme olvidarla          | Adiós, amor              | Mientes                         | Yo era el amor de su vida | Por una mujer bonita           | Querida                  | Hoy tengo ganas de ti             | ¿A dónde vamos a parar?   | Cielo rojo               | El color de tus ojos y Vivo por ella | Todo a pulmón y De pies a la cabeza     | ¿A dónde vamos a parar?  | Hasta que te conocí      | Afuera está lloviendo    |
| 3  | Katheryn      | Aléjate de mí            | Lo que son las cosas          | Corazón bipolar          | ¿Dónde está el amor?     | Qué ganas de no verte nunca más | No me acuerdo             | Como tu mujer                  | De mí enamórate          | Pero me acuerdo de ti y Fuiste tú | Las de la intuición       | Que te vaya bonito       | La cima del cielo                    | Culpable o no y La mejor de todas       | De mí enamórate          | Así fue                  | Lo siento, mi amor       |
| 4  | Dalia         | Que nadie sepa mi sufrir | Lobo                          | Por amarte así           | Labios compartidos       | La Trampa                       | Tan enamorados            | Qué bello                      | Abrázame muy fuerte      | La maldita primavera              | Víveme y Cosas del amor   | La malagueña             | Ahora quién                          | Tantita pena y I Will Survive           | Víveme                   | Ya lo sé que tú te vas   | Ya lo sé que tú te vas   |
| 5  | Silvia        | Volverte a amar          | Y todo para qué               | Ya te olvidé             | Un nuevo amor            | Cosa más bella                  | No me doy por vencido     | No me queda más                | Te voy a olvidar         | Sin él                            | Ay, amor y Cosas del amor | Cucurrucucú paloma       | La gata bajo la lluvia               | Vivir así es morir de amor y Ese hombre | Cucurrucucú paloma       | Cucurrucucú paloma       | Cucurrucucú paloma       |
| 6  | Diego         | Hoy ya me voy            | Dile al amor                  | Sé que te duele          | Amor del bueno           | Colgando en tus manos           | Tu recuerdo               | Entra en mi vida y Tan solo tú | Siempre en mi mente      | A puro dolor                      | Feeling Good              | Cruz de olvido           | Experiencia religiosa                | Te amo y Aire                           | Te amo y Aire            | Te amo y Aire            | Te amo y Aire            |
| 7  | Jose. F.      | Estos celos              | Borracho de amor              | Robarte un beso          | Pensar en ti             | Te extraño, te olvido, te amo   | No se murió el amor       | Corazón partido                | Amor eterno              | El triste y Fuiste tú             | Laura no está             | De qué manera te olvido  | Dígale                               | Dígale                                  | Dígale                   | Dígale                   | Dígale                   |
| 8  | Jesus. I.     | Aléjate de mí            | Qué precio tiene el cielo     | En esta no               | Despacito                | Nunca voy a olvidarte           | Mi niña bonita            | El día que me quieras          | No tengo dinero          | A mi manera                       | Me dediqué a perderte     |                          |                                      |                                         |                          |                          |                          |
| 9  | Marian        | Hoy ya me voy            | Abrázame                      | Shabadabada              | Mi error, mi fantasía    | El eco de tu voz                | El sol no regresa         | Corre                          | Caray                    | No pasa nada                      | No pasa nada              |                          |                                      |                                         |                          |                          |                          |
| 10 | Ana           | Volverte a amar          | Alma gemela                   | Darte un beso            | Estés donde estés        | Duele el amor                   | Yo no soy esa mujer       | Algo más y Tan solo tú         | No vale la pena          | No vale la pena                   | No vale la pena           |                          |                                      |                                         |                          |                          |                          |
| 11 | Adolfo        | Fascinación              | Ya me enteré                  | Intocable                | Canta corazón            | La camisa negra                 | Lo dejaría todo           | Lo dejaría todo                | Lo dejaría todo          | Lo dejaría todo                   | Lo dejaría todo           |                          |                                      |                                         |                          |                          |                          |
| 12 | Daniela       | Tu falta de querer       | Sin ti no puede estar tan mal | Hasta la raíz            | Equivocada               | Mi tierra                       | Mi tierra                 | Mi tierra                      | Mi tierra                | Mi tierra                         | Mi tierra                 |                          |                                      |                                         |                          |                          |                          |
| 13 | Montserrat I. | Ahora te puedes marchar  | Enamorada                     | Mi persona favorita      | Mala hierba              | Mala hierba                     | Mala hierba               | Mala hierba                    | Mala hierba              | Mala hierba                       | Mala hierba               |                          |                                      |                                         |                          |                          |                          |
| 14 | Monserrat T.  | 3 a. m.                  | Caraluna                      | Besos de ceniza          | Besos de ceniza          | Besos de ceniza                 | Besos de ceniza           | Besos de ceniza                | Besos de ceniza          | Besos de ceniza                   | Besos de ceniza           |                          |                                      |                                         |                          |                          |                          |
| 15 | Carlos        | 3 a. m.                  | Bella                         | Bella                    | Bella                    | Bella                           | Bella                     | Bella                          | Bella                    | Bella                             | Bella                     | Bella                    | Bella                                | Bella                                   | Bella                    | Bella                    | Bella                    |
| 16 | Jose. S.      | Fascinación              | Fascinación                   | Fascinación              | Fascinación              | Fascinación                     | Fascinación               | Fascinación                    | Fascinación              | Fascinación                       | Fascinación               | Fascinación              | Fascinación                          | Fascinación                             | Fascinación              | Fascinación              | Fascinación              |
| 17 | Paulina       | Ahora te puedes marchar  | Ahora te puedes marchar       | Ahora te puedes marchar  | Ahora te puedes marchar  | Ahora te puedes marchar         | Ahora te puedes marchar   | Ahora te puedes marchar        | Ahora te puedes marchar  | Ahora te puedes marchar           | Ahora te puedes marchar   | Ahora te puedes marchar  | Ahora te puedes marchar              | Ahora te puedes marchar                 | Ahora te puedes marchar  | Ahora te puedes marchar  | Ahora te puedes marchar  |
| 18 | Karen         | Que nadie sepa mi sufrir | Que nadie sepa mi sufrir      | Que nadie sepa mi sufrir | Que nadie sepa mi sufrir | Que nadie sepa mi sufrir        | Que nadie sepa mi sufrir  | Que nadie sepa mi sufrir       | Que nadie sepa mi sufrir | Que nadie sepa mi sufrir          | Que nadie sepa mi sufrir  | Que nadie sepa mi sufrir | Que nadie sepa mi sufrir             | Que nadie sepa mi sufrir                | Que nadie sepa mi sufrir | Que nadie sepa mi sufrir | Que nadie sepa mi sufrir |

| Ganadora Segundo lugar Tercer lugar Finalista eliminado en las rondas (cuarto y quinto lugar) | Expulsado Alumno expulsado que regresó en el concierto 10 para un posible regreso, pero no quedó Abandonó Aspirante que no logró entrar a La Academia |

## Otras presentaciones
| Concierto                                     | Presentación                   | Canción (artista original)                                     | Intérprete(s) |
| --------------------------------------------- | ------------------------------ | -------------------------------------------------------------- | --- |
| Concierto de selección de académicos 08/07/18 | Opening                        | Himno de La Academia 2018                                      | Todos los aspirantes de La Academia 2018 |
| Concierto de selección de académicos 08/07/18 | Homenaje a Joan Sebastian      | Adiós guerrero                                                 | Miguel Ángel (exalumno, tercer lugar de la primera generación) Laura Caro (exalumna de la primera generación) Wendolee (exalumna de la primera generación Erasmo Catarino (ganador de la cuarta generación) Samuel Castelán (ganador de la quinta generación) Alexis Montoya (ganador de la décima generación) |
| Concierto de selección de académicos 08/07/18 | Homenaje a Joan Sebastian      | Tatuajes (Joan Sebastian)                                      | Miguel Ángel (exalumno, tercer lugar de la primera generación) Laura Caro (exalumna de la primera generación) Wendolee (exalumna de la primera generación Erasmo Catarino (ganador de la cuarta generación) Samuel Castelán (ganador de la quinta generación) Alexis Montoya (ganador de la décima generación) |
| Concierto de selección de académicos 08/07/18 | Homenaje a Joan Sebastian      | Secreto de amor (Joan Sebastian)                               | Miguel Ángel (exalumno, tercer lugar de la primera generación) Laura Caro (exalumna de la primera generación) Wendolee (exalumna de la primera generación Erasmo Catarino (ganador de la cuarta generación) Samuel Castelán (ganador de la quinta generación) Alexis Montoya (ganador de la décima generación) |
| Concierto de selección de académicos 08/07/18 | Homenaje a Joan Sebastian      | Juliantla (Joan Sebastian)                                     | Miguel Ángel (exalumno, tercer lugar de la primera generación) Laura Caro (exalumna de la primera generación) Wendolee (exalumna de la primera generación Erasmo Catarino (ganador de la cuarta generación) Samuel Castelán (ganador de la quinta generación) Alexis Montoya (ganador de la décima generación) |
| Concierto 1 15/07/18                          | Opening                        | El viajero (Luis Miguel)                                       | Los 15 alumnos de La Academia 2018 |
| Concierto 1 15/07/18                          | Presentación especial          | Aunque sea en otra vida (Edith Márquez)                        | Edith Márquez |
| Concierto 1 15/07/18                          | Homenaje a José José           | El triste (José José)                                          | Jéssica Meza (exalumna de la tercera generación) Mariana (ganadora de La Academia USA) María Fernanda (ganadora de la sexta generación) Gaby Luna (exalumna de la novena generación) Denisha (exalumna de la novena generación)                                                                                |
| Concierto 1 15/07/18                          | Homenaje a José José           | Almohada (José José)                                           | Jéssica Meza (exalumna de la tercera generación) Mariana (ganadora de La Academia USA) María Fernanda (ganadora de la sexta generación) Gaby Luna (exalumna de la novena generación) Denisha (exalumna de la novena generación)                                                                                |
| Concierto 1 15/07/18                          | Homenaje a José José           | Buenos días amor (José José)                                   | Jéssica Meza (exalumna de la tercera generación) Mariana (ganadora de La Academia USA) María Fernanda (ganadora de la sexta generación) Gaby Luna (exalumna de la novena generación) Denisha (exalumna de la novena generación)                                                                                |
| Concierto 2 22/07/18                          | Opening                        | Cómo te atreves (Morat)                                        | Los 14 alumnos de La Academia 2018 |
| Concierto 2 22/07/18                          | Presentación especial          | México en la piel (Luis Miguel)                                | Los 14 alumnos de La Academia 2018 |
| Concierto 2 22/07/18                          | Homenaje a Marco Antonio Solís | Si no te hubieras ido (Marco Antonio Solís)                    | Héctor Zamorano (exalumno de la primera generación) Adrián Varela (exalumno, tercer lugar de la cuarta generación) José Luis Díaz (exalumno de la cuarta generación) Mario Sepúlveda (exalumno de la cuarta generación)                                                                                        |
| Concierto 2 22/07/18                          | Homenaje a Marco Antonio Solís | Tu cárcel (Los Bukis)                                          | Héctor Zamorano (exalumno de la primera generación) Adrián Varela (exalumno, tercer lugar de la cuarta generación) José Luis Díaz (exalumno de la cuarta generación) Mario Sepúlveda (exalumno de la cuarta generación)                                                                                        |
| Concierto 2 22/07/18                          | Homenaje a Marco Antonio Solís | Más que tu amigo (Marco Antonio Solís)                         | Héctor Zamorano (exalumno de la primera generación) Adrián Varela (exalumno, tercer lugar de la cuarta generación) José Luis Díaz (exalumno de la cuarta generación) Mario Sepúlveda (exalumno de la cuarta generación)                                                                                        |
| Concierto 3 29/07/18                          | Opening                        | Bailando (Enrique Iglesias ft. Gente de Zona y Descemer Bueno) | Los 13 alumnos de La Academia 2018 |
| Concierto 3 29/07/18                          | Homenaje a Lupita D'Alessio    | Mudanzas (Lupita D'Alessio)                                    | Andrea González (exalumna de la segunda generación) Alex Garza (exalumna de la sexta generación) Valeria Dessens (exalumna de la sexta generación) Esmeralda Ugalde (ganadora de La Academia Bicentenario) |
| Concierto 3 29/07/18                          | Homenaje a Lupita D'Alessio    | Acaríciame (Lupita D'Alessio)                                  | Andrea González (exalumna de la segunda generación) Alex Garza (exalumna de la sexta generación) Valeria Dessens (exalumna de la sexta generación) Esmeralda Ugalde (ganadora de La Academia Bicentenario) |
| Concierto 3 29/07/18                          | Homenaje a Lupita D'Alessio    | Mentiras (Lupita D'Alessio)                                    | Andrea González (exalumna de la segunda generación) Alex Garza (exalumna de la sexta generación) Valeria Dessens (exalumna de la sexta generación) Esmeralda Ugalde (ganadora de La Academia Bicentenario) |
| Concierto 3 29/07/18                          | Homenaje a Lupita D'Alessio    | Ese hombre (Lupita D'Alessio)                                  | Andrea González (exalumna de la segunda generación) Alex Garza (exalumna de la sexta generación) Valeria Dessens (exalumna de la sexta generación) Esmeralda Ugalde (ganadora de La Academia Bicentenario) |
| Concierto 3 29/07/18                          | Invitada especial              | Nacidos para creer (Amaia Montero)                             | Amaia Montero |
| Concierto 4 05/08/18                          | Opening y homenaje a Yuri      | Es ella más que yo (Yuri)                                      | Los 12 alumnos de La Academia 2018 |
| Concierto 4 05/08/18                          | Opening y homenaje a Yuri      | Detrás de mi ventana (Yuri)                                    | Los 12 alumnos de La Academia 2018 |
| Concierto 4 05/08/18                          | Opening y homenaje a Yuri      | El apagón (Yuri)                                               | Los 12 alumnos de La Academia 2018 |
| Concierto 4 05/08/18                          | Musical especial               | Mamma Mia (ABBA)                                               | Los 12 alumnos de La Academia 2018 |
| Concierto 4 05/08/18                          | Invitados especiales           | Fíjate que sí (La Trakalosa de Monterrey)                      | La Trakalosa de Monterrey |
| Concierto 5 12/08/18                          | Opening sobre Luis Miguel      | Suave (Luis Miguel)                                            | Los 11 alumnos de La Academia 2018 |
| Concierto 5 12/08/18                          | Opening sobre Luis Miguel      | Cuando calienta el sol (Luis Miguel)                           | Los 11 alumnos de La Academia 2018 |
| Concierto 5 12/08/18                          | Opening sobre Luis Miguel      | Qué nivel de mujer (Luis Miguel)                               | Los 11 alumnos de La Academia 2018 |
| Concierto 5 12/08/18                          | Opening sobre Luis Miguel      | Será que no me amas (Luis Miguel)                              | Los 11 alumnos de La Academia 2018 |
| Concierto 5 12/08/18                          | Invitados especiales           | Mientes muy bonito (Voz de Mando)                              | Voz de Mando |
| Concierto 6 19/08/18                          | Opening Timbiriche             | Princesa tibetana (Timbiriche)                                 | Los 10 alumnos de La Academia 2018 |
| Concierto 6 19/08/18                          | Opening Timbiriche             | Si no es ahora (Timbiriche)                                    | Los 10 alumnos de La Academia 2018 |
| Concierto 6 19/08/18                          | Opening Timbiriche             | Corro, vuelo, me acelero (Timbiriche)                          | Los 10 alumnos de La Academia 2018 |
| Concierto 6 19/08/18                          | Opening Timbiriche             | Tu y yo somos uno mismo (Timbiriche)                           | Los 10 alumnos de La Academia 2018 |
| Concierto 6 19/08/18                          | Invitados especiales           | Habla el pasado (Grupo Pesado)                                 | Grupo Pesado |

### Duetos de alumnos
| Concierto | Domingo                  | Participantes       | Tema                                            |
| --------- | ------------------------ | ------------------- | ----------------------------------------------- |
| 6         | 19 de agosto de 2018     | Ana y Diego         | Tan solo tú (Franco de Vita y Alejandra Guzmán) |
| 8         | 02 de septiembre de 2018 | Katheryn y Fernando | Fuiste tú (Ricardo Arjona y Gaby Moreno)        |
| 9         | 09 de septiembre de 2018 | Dalia y Silvia      | Cosas del amor (Ana Gabriel y Vicky Carr)       |
| 11        | 23 de septiembre de 2018 | Alexis y Paola      | Vivo por ella (Andrea Bocelli y Marta Sánchez)  |

## Artistas invitados

### Artistas invitados en los conciertos
- Concierto 3: Amaia Montero
- Concierto 5: Voz de Mando
- Concierto 6: Grupo Pesado
- Concierto 7: Aída Cuevas
- Concierto 8: Pedro Fernández
- Concierto 10: Susana Zabaleta
- Concierto 13 FINAL: José María Napoleón

### Artistas invitados a La Academia
- Daniel Bisogno (+)
- Amaia Montero
- Penélope Menchaca
- Laura G
- Roger González
- Annette Cuburu
- Patricio Borghetti
- Bárbara de Regil
- Juan Solo
- Kuno Becker
- Adal Ramones
- Erasmo Catarino